# Otomys dartmouthi
Otomys dartmouthi is een knaagdier uit het geslacht Otomys dat voorkomt in het Ruwenzori-gebergte van Oeganda en Congo-Kinshasa. Deze soort wordt soms tot O. irroratus of O. typus gerekend, maar heeft in tegenstelling tot O. typus zes laminae op de M3 (O. typus heeft er acht of negen) en is kleiner en heeft een donkerdere, wollige vacht. In de Ruwenzori komt het dier op 3300 tot 3900 m hoogte in open gebieden voor.
Otomys anchietae · Otomys angoniensis · Otomys auratus · Otomys barbouri · Otomys burtoni · Otomys cheesmani · Otomys cuanzensis · Otomys dartmouthi · Bergoorrat (Otomys denti) · Otomys dollmani · Otomys fortior · Otomys helleri · Moerasrat (Otomys irroratus) · Otomys jacksoni · Otomys karoensis · Otomys lacustris · Otomys laminatus · Otomys occidentalis · Otomys orestes · Otomys simiensis · Otomys sloggetti · Otomys sungae · Otomys thomasi · Otomys tropicalis · Otomys typus · Otomys unisulcatus · Otomys uzungwensis · Otomys willani · Otomys yaldeni · Otomys zinki